# Erich Reimer (Musikwissenschaftler)
Erich Reimer (* 9. März 1940 in Menden) ist ein deutscher Musikwissenschaftler.

## Leben und Wirken
Reimer studierte ab 1959 an der Hochschule für Musik Freiburg Schul- und Kirchenmusik sowie Musikwissenschaft und Germanistik an der Albert-Ludwigs-Universität Freiburg. Anschließend promovierte er 1969 im Fach Musikwissenschaft bei Hans Heinrich Eggebrecht mit einer Dissertation über Johannes de Garlandias De mensurabili musica (um 1240), die grundlegende Lehrschrift über die Notation der modalen Rhythmik der Notre-Dame-Epoche.
Von 1970 bis 1976 war Reimer Wissenschaftlicher Mitarbeiter an dem von Eggebrecht ab 1972 herausgegebenen Handwörterbuch der musikalischen Terminologie und erarbeitete Artikel im Rahmen des Projekts „Musikalische Terminologie unter sozialgeschichtlichem Aspekt“. Hiervon ausgehend schrieb er zahlreiche sozialgeschichtlich orientierte Aufsätze zur Musikgeschichte des 18. und 19. Jahrhunderts.
Anschließend war Reimer bis 1980 Dozent und danach bis 1986 Professor für Musikgeschichte an der Universität Gießen, wo er sich 1986 habilitierte. Die institutionsgeschichtliche Arbeit zur Hofmusik in Deutschland 1500–1800 war Teil der schriftlichen Habilitationsleistung.
Zwischen 1986 und 1991 vertrat Reimer Professuren in Göttingen, Marburg, Saarbrücken und Tübingen und lehrte von 1991 bis 2005 als Professor für Historische Musikwissenschaft an der Hochschule für Musik und Tanz Köln. Weitere Forschungsschwerpunkte waren Mendelssohns Oratorien, Bachs Ariengestaltung und die Symphonie-Rezeption in Deutschland in der ersten Hälfte des 19. Jahrhunderts.

## Veröffentlichungen (Auswahl)
- Johannes de Garlandia: De mensurabili musica. Kritische Edition mit Kommentar und Interpretation der Notationslehre. Teil I: Quellenuntersuchungen und Editio. Teil II: Kommentar und Interpretation der Notationslehre (= Beihefte zum Archiv für Musikwissenschaft. Band 10 und 11). Wiesbaden 1972, ISBN 3-515-00225-1.
- Die Hofmusik in Deutschland 1500–1800. Wandlungen einer Institution (= Richard Schaal (Hrsg.): Taschenbücher zur Musikwissenschaft. Band 112). Wilhelmshaven 1991, ISBN 3-7959-0542-7.
- Vom Bibeltext zur Oratorienszene. Textbearbeitung und Textvertonung in Felix Mendelssohn Bartholdys „Paulus“ und „Elias“. Köln 2002, ISBN 3-925366-87-3.
- Die Ritornell-Arien der Weimarer Kantaten Johann Sebastian Bachs 1714–1716. Köln 2007, ISBN 978-3-936655-46-9.
- Musicus und Cantor. Beiträge zur Gattungs- und Sozialgeschichte der Musik vom Mittelalter bis zur Gegenwart (= Arnold Jacobshagen, Christine Stöger (Hrsg.): musicolonia. Band 2). Köln 2008, ISBN 978-3-936655-53-7.
- Die Ariengestaltung in Bachs Kantatenjahrgang I (1723/1724). Köln 2016, ISBN 978-3-936655-46-9.
- Artikel In: Hans Heinrich Eggebrecht, Albrecht Riethmüller, Markus Bandur (Hrsg.): Handwörterbuch der musikalischen Terminologie. Franz Steiner Verlag, Mainz 2012, ISBN 978-3-515-10167-7.